# العباس بن المأمون
أبُو الفَضْل العَبَّاس بن عَبدُ الله المأمُون بن هارُون الرَّشيد بن مُحَمَّد المِهْدِي بن عبدِ الله المَنْصُور العَبَّاسيُّ الهاشِميُّ القُرشيّ (توفي في 223 هـ / 838 م) هو أميرٌ عبَّاسي، وقائدٌ عسكري شُجاع، كان واليًا على الجزيِرة والعواصم، لمع نجمُه في عهد أبيه الخليفةُ المأْمُون وحملاته ضد الإمبراطوريَّة البيزنطيَّة، وكان أحد المُرشَّحين لخلافة أبيه مع عمه أبُو إسحاق والذي كان مُرشحًا بدوره.
بعد وفاة أبيه، شغب الجند لمبايعته وكان العرب وبعض القادة العسكريين يريدونه إلا أنه آثر مبايعة عمه المعتصم بالله وتعددت الروايات بين المؤرخين في أسباب ذلك. تجاهل المعتصم دور العبَّاس، ولم يعطه مسؤولية في شيء، ولذلك بدأ العبَّاس يتحرك سريًا لتكوين جبهة معارضة للمعتصم. وقد اجتمعت الأسباب المعارضة للمعتصم وتمثلت بسبب تفضيله العديد من القادة الأتراك على بقية القادة الآخرين وتقوية نفوذهم على حسابهم.
وفي أيام فتح عمورية، رفض نصيحة عجيف بن عنبسة ومعه بعض القادة العرب والترك في التخلص منه آنذاك، وكان لا يزال يخطط لتحديد الوقت المناسب، إلا أن المُعتصم علم بالأمر في النهاية، فأمر بقتل المتورطين جميعهم وعلى رأسهم العبَّاس، حيث قتل عطشا، ودفن في منبج ثم قتل إخوته من أمه أيضا بعد عودة المعتصم إلى سر من رأى.

## نسبه
هو العبَّاس بن عبدُ الله المأموُن بن هارُون الرَّشيد بن مُحَمَّد المِهديّ بن عَبدُ الله اَلمَنْصُور بن مُحَمَّد بن عَلِيّ بن عَبدِ الله بن العَبَّاس بن عَبد المُطَّلِب بن هاشِم بن عَبد مَناف بن قُصي بن كِلاب بن مُرة بن كَعب بن لُؤي بن غالِب بن فَهر بن مالِك بن النَّضر بن كِنانة بن خُزَيمة بن مُدرِكة بن إلياس بن مَضَر بن نِزار بن مَعد بن عدنان.
أُمّهُ هي أُمُّ ولد تُدعى سُنْدُس.

## عَهْد المأمُون

#### زواج المأمُون ببُوران بنت الحسن
بدأ ذكر العبَّاس في فترة خلافة أبيه عبد الله المأمون، وكان من أوائل ما ذكر به هو في الحدث الاستثنائي لزواج المأمون ببوران بنت الحسن بن سهل في فم الصلح سنة 210 هـ / 825 م، حيث أن المأمون أخذه معه وبعض الوجهاء مثل عمه إبراهيم بن المهدي - بعد العفو عنه -، وكان المأمون راكبا زورقا حتى أرسى على باب الحسن، بينما العبَّاس قد تقدم أباه على الظهر، فاستقبلهم الحسن بن سهل على موضع من شط دجلة، وحينما أراد العبَّاس ثني قدمه لينزل، حلف عليه الحسن ألا يفعل، تقديرًا له وربما محبة له، فلما ساواه ثنى الحسن قدمه لينزل، فقال له العبَّاس احتراما لقدره وسنه: «بحق أمير المؤمنين لا تنزل» فتركه الحسن لينزل بنفسه، ودخلا جميعا منزل الحسن، وكان ذلك في شهر رمضان، فأفطر المأمون مع الحسن والعبَّاس، وبعد أن فرغوا من الإفطار، دعا المأمون بالشراب، فجيء به وكان الحسن متعففا عن الشراب، فشرب المأمون عنه.

#### ولايته على الجزيرة والثُّغُور
أصدر الخليفة المأمون قرارًا بتعيين العبَّاس على الجزيرة الفراتية، والعواصم، والثغور التي كانت منطقة تماس مع الروم سنة 213 هـ / 828 م، كما عين أخاه أبا إسحاق على الشام ومصر، وأمر لهما وللقائد العسكري عبد الله بن طاهر بخمسمائة ألف دينار. وقيل بل خمسمائة ألف درهم.

##### حملاته على الرُّوم
استعد الخليفة المأمون وجهز جيشه لحملته الأولى على الإمبراطورية البيزنطية، حيث سار على طريق الموصل، حتى صار إلى منبج، ثم إلى دابق، حتى دخل بلاد الروم من طرسوس في جمادى الأولى سنة 215 هـ / يوليو 830 م، وتحت أوامر أبيه، تحرك العبَّاس على رأس جيش ودخل بلاد الروم منطلقا من ملطية، فأقام المأمون على حصن قرة حتى افتتحه بالقوة ثم هدمه في الثامن والعشرون من جمادى الأولى / السادس والعشرون من يونيو، كما افتتح حصن ماجدة ومن على أهلها بالعفو، وسرعان ما سقط حصني سندس وسنان لصالح عجيف بن عنبسة وجعفر الخياط وأشناس التركي، من قادة الجيش العبَّاسي الإسلامي. وبعد أن عاد المأمون وجيشه، كان أبو إسحاق قد عاد من مصر، والتقى بالخليفة قبل دخوله الموصل، ثم التقى منويل والعبَّاس في رأس عين. لم تذكر المصادر حول مشاركة العبَّاس في الحملة المأمونية الثانية والثالثة لاحقا.
وجه الخليفة المأمون ابنه العبَّاس على رأس جيش ليتوغل بها في أرض الروم، وأمره بنزول الطوانة وبنائها، فبدأ البناء بها في الأول من جمادى الأولى 218 هـ / الثامن والعشرون من مايو 833 م، وبناها ميلا في ميل، وجعل سورها على ثلاثة فراسخ، وجعل لها أربعة أبواب، وبنى على كل باب حصنا. كتب المأمون إلى ابنه العبَّاس بترقية رواتب الجند في قنسرين والجزيرة، فبلغ معاش الفارس مائة درهم، والمتطوع أربعين درهمًا، ومثل ذلك أرسل إلى أبو إسحاق والي الشام ومصر، وإسحاق الخزاعي والي بغداد.

### وفاة المأمُون

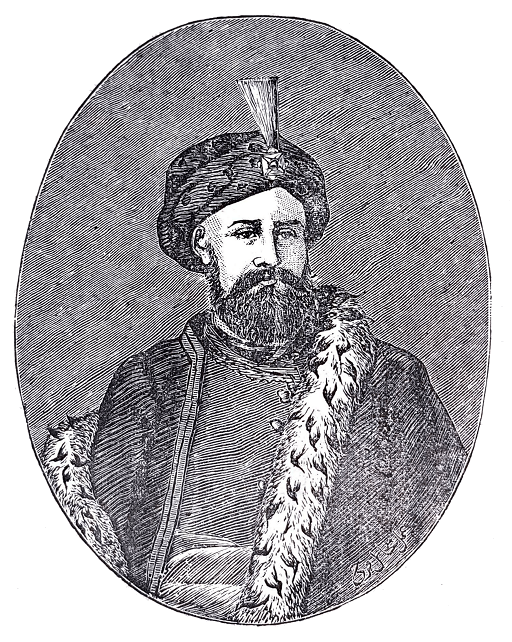
رسمٌ تخيُّلِيٌّ للخليفة عَبدُ الله المأمُون (حكم من 813 حتى 833)

ذكر سعد بن العلاف القارئ، أن المأمون دعاه يوما حيث كان جالسًا على جانب البذندون، وأخيه أبو إسحاق جالسًا يمينه، وقد دليا قدميهما في الماء، فاشتهى بنوع من الرَّطب يدعى أزاذ، ثم سرعان ما عاد سعد ومعه رطبا أزاذ أخذها من الخادم، وكان من شكلها كأنها جنيت في تلك الساعة، فأكلوا جميعا منه، فما إن قاموا حتى شعروا بالحمى والتعب، ومنهم الخليفة المأمون، والذي أتعبته جدا حتى قرر كتابة وصيته.
كتب المأمون وصيته حينما كان يحتضر من المرض، وهو ما يجعل الحادثة تتضارب فيه الروايات، فقد أوصى بولاية العهد من بعده لأخيه أبو إسحاق وكان ذلك بحضور ابنه العبَّاس وجمع من الفقهاء والقضاة وقادة الجيش كما أرخها المؤرخان ابن الأثير، وابن كثير.
بينما رفض ذلك باحثون ومؤرخون آخرون بناء على مصادر أخرى قريبة من عهد المأمون مثل ابن قتيبة الدينوري، حيث ذكر في كتابه الأخبار الطوال قائلا: «ثم توفي - الخليفة المأمون - على نهر البدندون ودفن بطرسوس ... وقد كان بايع لابنه العباس بن المأمون بولاية العهد من بعده وخلفه بالعراق، فلما مات هو على نهر البدندون جمع أخوه أبو إسحاق محمد بن هارون المعتصم بالله إليه وجوه القواد والأجناد فدعاهم إلى بيعته، فبايعوه فسار من طرسوس حتى وافى مدينة السلام، فدخلها وخلع العباس بن المأمون عنها وغلبه عليها وبايعه الناس بها، وكان قدومه بغداد مستهل شهر رمضان سنة ثمان عشر ومائتين». وتحدث المؤرخ الطبري برواية مشابهة: «وقيل: إن ذلك لم يكتبه المأمون كذلك، وإنما كتب في حال إفاقة من غشية أصابته في مرضه بالبدندون، عن أمر المأمون إلى العباس بن المأمون، وإلى إسحاق وعبد الله بن طاهر، أنه إن حدث به حدث الموت في مرضه هذا، فالخليفة من بعده أبو إسحاق بن أمير المؤمنين الرشيد، فكتب بذلك محمد بن داود وختم الكتب وأنفذها».

### مسألة الخلافة بعد المأمُون
يرى الدكتور محمود زرازير في بحث كامل له، أن المأمون كان يرغب بتولية ابنه العبَّاس خليفة من بعده، بل وأخذ له البيعة في بغداد من بعده بناء على رواية لأحد أكثر الناس قربا لعصر المأمون، وهو ابن قتيبة الدَّينوري (828 - 889 م)، حيث صك المأمون، عملات باسم ابنه العبَّاس، كما كان يصطحبه في معظم زياراته لولايات الخلافة، ويؤمره على رأس كتائب من الجيش في حملاته ضد الروم، وكانت الأحداث التاريخية تجمع بين العبَّاس والمعتصم في كل حدث يذكر لأحد منهما، ما يرفع من احتمالية وجود صراع خفي على الخلافة من بعد المأمون، وأنه قتل مسموما بالنظر إلى أن جميع الموجودين معه آنذاك في البذندون أصابتهم الحمى، ولكن لم يمت منهم إلا الخليفة المأمون، ويشكك بكلام الطبيب يوحنا ابن ماسويه على أنه لن ينجو من مرضه بكلام يقيني، وأن المأمون فتح عينيه بعظمة وأراد أن يبطش به لأنه استشعر بوجود مؤامرة لقتله إلا أن المنيَّة عاجلته.
بينما من جهةٍ أخرى، يرى أستاذ التاريخ الإسلامي اللبناني محمد سهيل طقوش أن المأمون لم ينص على العبَّاس، قائلا: «عهد المأمون قبل وفاته إلى أخيه المعتصم، بعد أن عزل أخاه القاسم وتجاوز ابنه العباس». بينما يؤكد المؤرخ حسن خليفة بوجود غموض في تلك الأحداث مع الأخذ بعين الاعتبار شعبية العبَّاس قائلًا: «ولم يخبرنا المؤرخون عن الأسباب الحقيقية التي حالت بين المأمون وبين وصايته بالخلافة لابنه العبَّاس، مع أنه كان محبوبا من الجند ومن القبائل العربية حبًا جمًا».
وعلى أية حال، فإن أغلب المصادر والدراسات النقديَّة للنصوص التاريخيَّة اتفقت أن الجند قد حل بهم الشغب، وهتفوا منادين باسم العبَّاس بن المأمون مطالبين بتوليه الخلافة، فجاء العبَّاس نحو الجُند وقال لهم: «ما هذا الحب البارد ؟ أنا قد بايعت عمي المعتصم» فهدأ الجند. فعلى الرُّغم أنه كان محبوبًا ومُؤيدًا من بعض الجُند، إلا أنه آثر تسليم الخلافة إلى عمه احترامًا لوصية أبيه وحسمًا للفتنة ورُبما معرفته بنفوذ المُعتصم. وقيل بل أن المعتصم أمر بإحضاره وجعله يبايع له أمامهم، فهدأ الجند.

## عهد المُعتصم

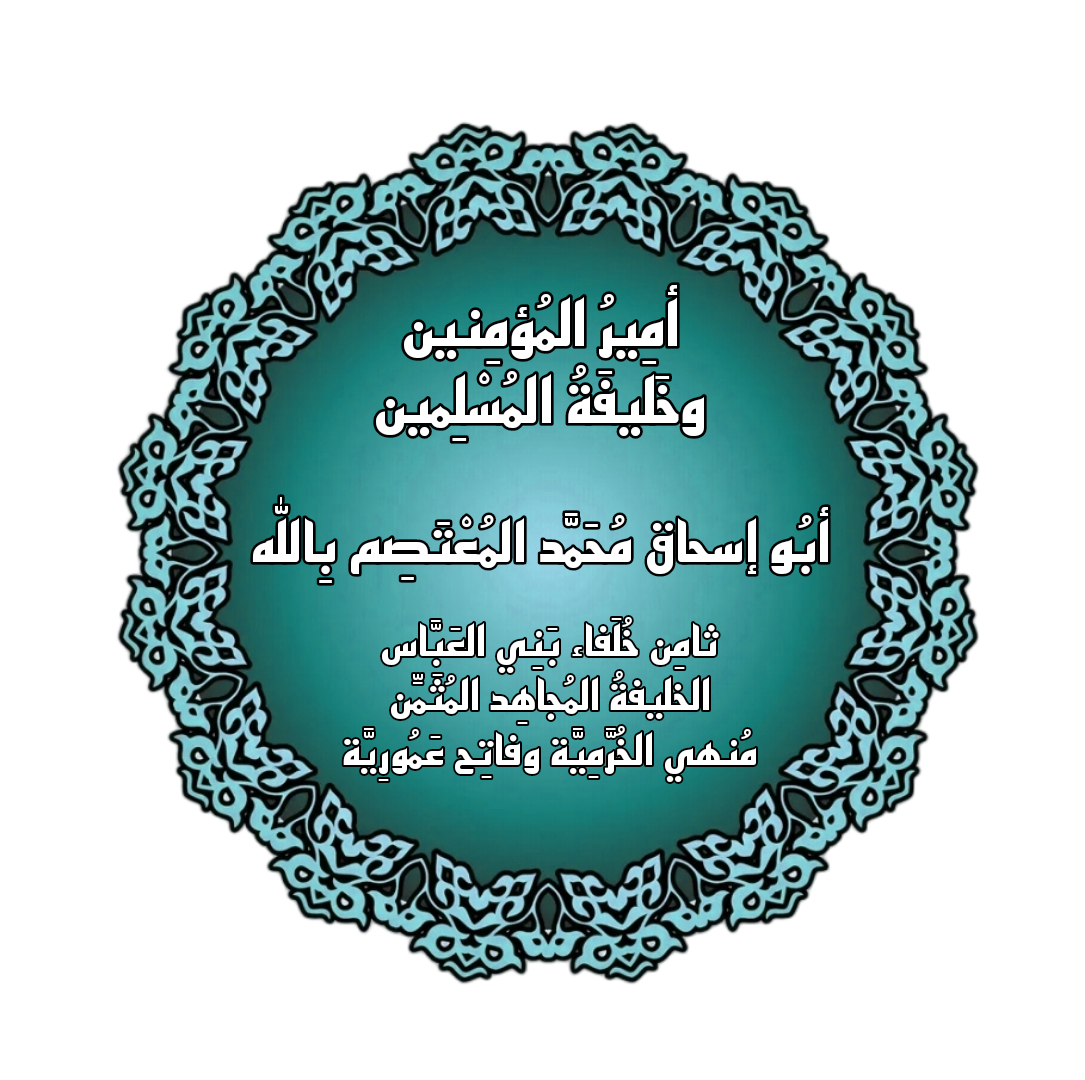
تخطيط باسم الخليفة المُعتصم بالله (حكم من 833 حتى 842)

بعد أن بويع المعتصم بالله خليفة للمسلمين سنة 218 هـ / 833 م، أمر بخراب ما كان المأمون أمر به العبَّاس قبل وفاته في بناء طوانة، وحمل ما أمكن من السلاح والآلة التي بها، وأحرق الباقي، وانصرف إلى بغداد ومعه العبَّاس، فجاؤوها في بداية شهر رمضان / أواخر سبتمبر 833 م. وفي خُطوةٍ للتشجيع على الانضمام إلى الجيش والاستعانة بهم في الحملات العسكريَّة، قرر المُعتصم استقدام الغلمان الأتراك في شوارع بغداد، حتى بلغوا ما يزيد عن عشرة آلاف كما ألبسهم الحلي ، فبدأ الناس يغضبون من أفعالهم ووجودهم، فكانوا جفاة، يركبون الدواب، ويركضونها إلى الشوارع، فيصدمون الرجل والمرأة والصبي، فيأخذهم بعض أهالي بغداد عن دوابهم ويقومون بضربهم بسبب ذلك.
يروى أنه حين كان يوم عيد، جاء شيخ كبير إلى المعتصم ليقول له شيئا، أراد الجند الأتراك ضربه، إلا أن المعتصم منعهم وقال للشيخ عن أسبابه، فقال له: «لا جزاك الله عن الجوار خيرا، جاورتنا وجئت بهؤلاء العلوج من غلمانك الأتراك، فأسكنتهم بيننا، فأيتمت صبياننا، وأرملت بهم نسواننا، وقتلت رجالنا»، وكانت هذه الكلمات بمثابة الحرج للخليفة المعتصم، وخاف على غلمانه من قيام الناس عليهم، وبناء عليه قرر مغادرة بغداد، بناء سر من رأى في سنة 221 هـ / 836 م، وكانت تلك الأسباب كفيلة بإيجاد فئة رافضة لهذا الوضع، كما تجاهل قادة عسكريون مثل عجيف بن عنبسة وكان ينقص من حقه ويمنعه من التصرف في نفقات إحدى المعارك ضد الروم في زبطرة.

## محاولته الإطاحة بالمُعتصم

### خلفية الأحداث

#### العمل السَّري للعبَّاس

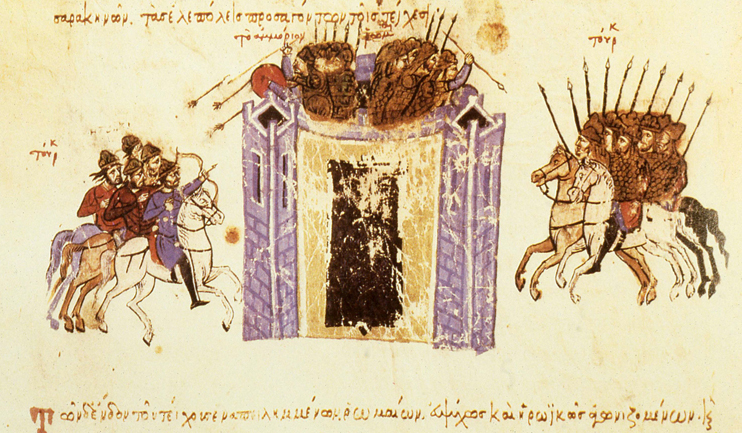
رسم بيزنطي يظهر حصار المسلمين العبَّاسيين لمدينة عمورية، والتي كانت من أمنع وأحصن الحصون، ولها قدسيتها.

خفت نجم العبَّاس في عهد عمه، فلم يسند إليه أي مهمة أو مسؤولية، وقد ترافق ذلك مع سياسة المُعتصم في الإكثار من القواد الأتراك والاعتماد عليهم، مما أظهر إشارات معارضة للمعتصم، وقد ذكر المؤرخون، أن القائد العسكري العربي عجيف بن عنبسة والذي قضى على ثورة الزط، توجه على رأس حملة في الثغور في موضع يدعى زبطرة مع عمر بن أربخا الفرغاني ومحمد كوتة، منعه المعتصم من التصرف في النفقات، بينما أطلق يد الأفشين التركي، ولم يقف الأمر عند هذا الحد، بل بدأ المعتصم يتجاهل دور عجيف ويقصيه من أدوار أخرى، مما جعل عُجيف يوبخ العبَّاس على مبايعته للمعتصم بعد وفاة أبيه المأمون، وعلى تفريطه في التنازل عن الخلافة، وشجعه على تصويب الأمور بعد أن خربها عمه، ولم يزل يقنعهُ حتى وافق، وكان ذلك بداية اهتمام العبَّاس في تخطيط الانقلاب على المُعتصم.
وقد بانت أولى تخطيطات العبَّاس من حديث القائد العسكري عمر الفرغاني لأحد القادة ويُدعى أحمد بن الخليل بن هشام في اليوم الثاني عشر من معركة عمورية، عن أن المعتصم سينتهي أمره عن قريب، وبعد أن ألح عليه أحمد بمعرفة ما يدور في باله، أخبره الفرغاني قائلا: «إن العباس بن المأمون قد تم أمره، وسنبايع له ظاهرا ونقتل المعتصم وأشناس وغيرهما عن قريب»، فعبَّر ابن الخليل عن فشل الفكرة قائلًا: «هذا أمر أظنه لا يتم»، إلا أن الفرغاني جاوبه بكل ثقة: «قد تم»، وللتأكيد على خبره، أرشده إلى الحارث السمرقندي، والذي كان يتولى إيصال الرجال إلى العبَّاس وأخذ العهود عليهم ومبايعته، فجاء إليه وقال له: «أنا معكم إن كان هذا الأمر يتم فيما بيننا وبين عشرة أيام، وإن جاوز ذلك، فليس بيني وبينكم عمل»، ورفع الحارث خبره إلى العبَّاس، والذي كره أن يعلم بشيء من أمره وهو يشترط هكذا، فأمر أن لا يحدثوه بشيء وأن لا يشركوه في شيء من أمرهم.

#### انفضاح مُحاولة العبَّاس
يروي المؤرخ محمد سهيل طقوش عن اتفاق المصادر التاريخية بأنه وبسبب استبعاد المعتصم للعرب وإسقاطه لأسمائهم من الدواوين وقيادة الجيوش لصالح أتراك ما وراء النهر، غضب العرب من فعله، ودبروا مؤامرة لاغتياله، وقد تزعم ذلك الموقف القائد العسكري العربي عجيف بن عنبسة، وهو من القواد العرب الذين اشتهروا بالقوة والحزم، وانتصر على الزط في خلافة المعتصم، إلا أنه غضب من تقديم الخليفة لقواد الأتراك عليه وعلى جنده، فندم العبَّاس على تخليه عن الخلافة لصالح عمه، وزين له عرش الخلافة الذي رفضه سابقا، وحينما قبل العبَّاس الفكرة، انضم إليه قواد من العرب والفرس وبعض الأتراك الناقمين على بني جنسهم، واتفقوا على الخروج على المعتصم أثناء توزيع الغنائم بعد فتح عمورية إلا أن العبَّاس رفض قتل عمه حتى لا يفسد على الناس الفرح في الغزو. بينما يرى الباحث محمود زرازير، أن المعتصم اصطحب العبَّاس معه إلى يوم عمورية احتياطا منه، ولمراقبته كما رآها الفرصة المناسبة للتخلص منه ومعه بعض القادة الكبار من العرب والفرس، وذلك في فترة انتصار وانشغال الناس بهذا الحدث العظيم، وما يؤكد على ذلك، أنه وفور التخلص من العبَّاس ومعه عجيف بن عنبسة وغيرهم، دفع المعتصم بخاتمه إلى ابنه هارون وأقامه مقام نفسه ويهيئ لابنه ولاية العهد دون مناع، كما استكتب له ابن الزيات.
وعلى أية حال، فإن المعتصم تنبه لهذه المؤامرة عليه، بعد أن أشفق عمر الفرغاني على غلام من رجال المعتصم جاء إلى ابنه وشرب لديهم، وأخبره الفرغاني بأن يقلل من زيارة أمير المؤمنين، ويلزم خيمته، وإن سمع صيحة وشغبا فلا يبرح مكانه، وكان لهذا الكلام بمثابة التسريب لحدوث شيء ضد المعتصم. كما تزامن ذلك مع ما أخبر به أحمد بن الخليل ما يعلمه إلى أشناس من باب النصيحة وذكر له السمرقندي، ثم أخبر أشناس الخليفة بأخبار المؤامرة للمعتصم الذي لم يصدق في البداية، إلا أنه بعث بتقييد الحارث السمرقندي وجلبه إليه، والذي كان حلقة الوصل والوسيط بين العبَّاس ورجاله، فأعلمه بحال جميع من بايع العبَّاس، فأطلق سراحه المعتصم وأهداه خلعة، مع أنه لم يصدق ما قاله له لكثرة القادة.
وأحضر العبَّاس حين كان في منبج عائدا، حيث استحلفه في جلسة شراب أن يخبره بالقصة كاملة، بعد أن أعطاه الأمان وأظهر أنه عفا عنه، فأكثر المعتصم من صب الشراب للعباس، مستغلا غياب عقله، فشرح له القصة، وذكر له كل من كان في أمره، فأمر بحبسه فورًا عند الأفشين، وسماه باللعين، ونكل بكل من كان يوالي العبَّاس، فأمر بقتل كل واحد منهم قتلة مختلفة عن الآخر، وكان ممن قتلهم عجيف بن عنبسة، والمشاء بن سهيل، والشاه بن سهل، وعمر الفرغاني، وأحمد بن الخليل، والسندي بن بختاشه، وغيرهم.

## مقتله
أمر المعتصم وهو آنذاك في منبج بدفع العبَّاس لقائده الأفشين، فحبسه ومنع عنه الطعام والشراب، ثم جيء للعباس بطعام كثير، فأكل حتى شبع، ومنع عن الماء، فمات في منبج، وهي من نواحي حلب الشرقية سنة 223 هـ / 836 م، أي بعد ثلاثة أعوام من وفاة أبيه المأمون، ولم يقف المعتصم عند ذلك فحسب، بل أخذ بذنب العبَّاس كل أشقائه الذكور من نفس الأم سندس حيث دفع بهم إلى إيتاخ الخزري، فحبسوا في سرداب من داره حتى ماتوا، وذلك بعد وصوله في عاصمته التي بناها حديثا سر من رأى. ويعلق المستشرق وليم موير: «كان من نتائج تلك المؤامرة أن ارتمى الخليفة في أحضان القواد الأتراك لحمايته، وأبعد عنه بالتدريج قواد الفرس والعرب». مرتكبا خطأ جسيما ظهرت عواقبه بعد ذلك فيما يعرف العهد العبَّاسي الثاني.

## حياته الشخصية
لا يُعرف الكثير عن حياة العبَّاس الشخصيَّة، إلا أنه أعقب ولدين، هُما الفضل (وهو نديم الخلفيتين المُنتصر، والمُعتز) ولهُ عُقُب، وهارُون.

### فهرس المنشورات
1. ↑  الطبري (2004)، ص. 1807.
2. ↑  الطبري (2004)، ص. 1814.
3. ↑  ابن الأثير (2005)، ص. 1814.
4. ↑  الطبري (2004)، ص. 1816.
5. ↑  ابن الأثير (2005)، ص. 941.
6. 1 2  الطبري (2004)، ص. 1820.
7. 1 2  ابن الأثير (2005)، ص. 944.
8. 1 2  ابن كثير (2004)، ص. 1594.
9. ↑  الدينوري (1960)، ص. 401.
10. 1 2  زرازير (2022)، ص. 116.
11. ↑  الطبري (2004)، ص. 1825.
12. ↑  زرازير (2022)، ص. 115.
13. ↑  زرازير (2022)، ص. 117.
14. ↑  طقوش (2011)، ص. 137.
15. 1 2  خليفة (1931)، ص. 131.
16. ↑  أسعد (1984)، ج. 2، ص. 126.
17. 1 2  زرازير (2022)، ص. 124.
18. ↑  ابن خلدون (2000)، ج. 3، ص. 320 - 321.
19. 1 2  ابن الأثير (2005)، ص. 947.
20. 1 2  ابن الأثير (2005)، ص. 950.
21. ↑  ابن الأثير (2005)، ص. 957.
22. ↑  الطبري (2004)، ص. 1858.
23. ↑  ابن الأثير (2005)، ص. 959.
24. ↑  الطبري (2004)، ص. 1856.
25. ↑  طقوش (2011)، ص. 145.
26. 1 2 3  خليفة (1931)، ص. 136.
27. 1 2  ابن الأثير (2005)، ص. 960.
28. ↑  زرزاير (2022)، ص. 124.
29. ↑  الطبري (2004)، ص. 1860.
30. 1 2  ابن الأثير (2005)، ص. 961.
31. ↑  الطبري (2004)، ص. 1861.
32. ↑  ابن خلدون (2000)، ج. 3، ص. 331.
33. ↑  ابن حزم (1983)، ص. 24.

### معلومات المنشورات كاملة
الكتب مرتبة حسب تاريخ النشر
- حسن خليفة (1931)، الدولة العباسية: قيامها وسقوطها (ط. 1)، القاهرة: المطبعة الحديثة، OCLC:4770488803، QID:Q106997581
- ابن حزم الأندلسي (2010)، جمهرة أنساب العرب، تحقيق: عبد السلام هارون (ط. 7)، القاهرة: دار المعارف، QID:Q114955882
- منير الخوري عيسى أسعد (1984)، تاريخ حمص، من ظهور الاسلام حتى يومنا سنة 622 - 1977 م (ط. 1)، مطرانية حمص للروم الأرثوذكس، ج. 2، QID:Q124355712
- ابن خلدون (2001)، تاريخ ابن خلدون، تحقيق: خليل شحادة، بيروت: دار الفكر للطباعة والنشر والتوزيع، OCLC:4771121968، QID:Q113632106
- ابن كثير الدمشقي (2004)، البداية والنهاية، تحقيق: أبو صهيب الكرمي (ط. 1)، لبنان: بيت الأفكار الدولية، OCLC:1014077365، QID:Q123368203
- محمد بن جرير الطبري (2004). تاريخ الأمم والملوك، تاريخ الطبري: طبعة مقدم لها بتوضيح في أسانيد الطبري وبيان المؤاخذات عليها، وصححت النسخة على أصح النسخ الموجودة، وخدمت بفهارس للآيات وفهارس للأحاديث، وفهارس للموضوعات. مراجعة: أبو صهيب الكرمي. عَمَّان: بيت الأفكار الدولية. ISBN:978-9957-21-152-3. OCLC:956977290. QID:Q123224476.
- ابن الأثير الجزري (2005)، الكامل في التاريخ، مراجعة: أبو صهيب الكرمي، عَمَّان: بيت الأفكار الدولية، OCLC:122745941، QID:Q123225171
- محمد سهيل طقوش (2009). تاريخ الدولة العبَّاسيَّة (ط. 7). بيروت: دار النفائس للطباعة والنشر والتوزيع. ISBN:978-9953-18-045-8. OCLC:915153412. QID:Q107182076.

المقالات المحكمة
- محمود زرازير (2022)، دور المسكوكات في توثيق الصراع بين العباس بن المأمون والمعتصم، محمود زرازير (جامعة الفيوم، العدد 5، 2022)، جامعة الفيوم، QID:Q123990834